# Rio Groapa Mare
O Rio Groapa Mare é um rio da Romênia, afluente do Olt, localizado no distrito de Covasna.